# Fangensis
Fangensis is een geslacht van hooiwagens uit de familie Stylocellidae.
De wetenschappelijke naam werd in 1994 voor het eerst geldig gepubliceerd door Rambla.

## Soorten
Miopsalis was monotypisch, maar sinds uitgebreid tot:
- Fangensis cavernarum Schwendinger & Giribet, 2005
- Fangensis leclerci Rambla, 1994
- Fangensis spelaeus Schwendinger & Giribet, 2005